# Parrocchie della diocesi di Tivoli
Le parrocchie della diocesi di Tivoli sono 84.

## Vicariati
La diocesi è organizzata in 5 vicarie. 

### Prima vicaria
| Parrocchia                           | Patrono                      | Comune | Frazione/Quartiere |
| ------------------------------------ | ---------------------------- | ------ | ------------------ |
| Tivoli - cattedrale                  | San Lorenzo Martire          | Tivoli | centro             |
| Tivoli - Sant'Agnese                 | Sant'Agnese                  | Tivoli | centro             |
| Tivoli - San Bernardino da Siena     | San Bernardino da Siena      | Tivoli | centro             |
| Tivoli - San Biagio                  | San Biagio Vescovo e Martire | Tivoli | centro             |
| Tivoli - Santa Croce                 | Santa Croce                  | Tivoli | centro             |
| Tivoli - Madonna della Fiducia       | Madonna della Fiducia        | Tivoli | centro             |
| Tivoli - San Michele Arcangelo       | San Michele Arcangelo        | Tivoli | centro             |
| Tivoli - San Vincenzo in Sant'Andrea | San Vincenzo Martire         | Tivoli | centro             |
| Tivoli - Santi Giorgio e Martino     | Santi Giorgio e Martino      | Tivoli | centro             |
| Arci                                 | Beata Vergine Maria          | Tivoli | Arci               |
| Reali                                | Sacro Cuore di Gesù          | Tivoli | Reali              |

### Seconda vicaria
| Parrocchia                            | Patrono                    | Comune                 | Frazione/Quartiere |
| ------------------------------------- | -------------------------- | ---------------------- | ------------------ |
| Guidonia                              | Santa Maria di Loreto      | Guidonia Montecelio    | Guidonia           |
| Bivio di Guidonia                     | Madonna della Fiducia      | Guidonia Montecelio    | Bivio              |
| Collefiorito                          | San Filippo Neri           | Guidonia Montecelio    | Collefiorito       |
| La Botte                              | San Luigi Gonzaga          | Guidonia Montecelio    | La Botte           |
| La Pietrara                           | Cristo Re                  | Guidonia Montecelio    | La Pietrara        |
| Marcellina - Cristo Re                | Cristo Re                  | Marcellina             | centro             |
| Marcellina - Santa Maria delle Grazie | Beata Vergine delle Grazie | Marcellina             | centro             |
| Montecelio                            | San Giovanni Evangelista   | Guidonia Montecelio    | Montecelio         |
| San Polo dei Cavalieri                | San Nicola di Bari         | San Polo dei Cavalieri | centro             |
| Sant'Angelo Romano                    | Santa Maria e San Biagio   | Sant'Angelo Romano     | centro             |
| Villanova                             | San Giuseppe Artigiano     | Guidonia Montecelio    | Villanova          |

### Terza vicaria
| Parrocchia                        | Patrono                         | Comune              | Frazione/Quartiere   |
| --------------------------------- | ------------------------------- | ------------------- | -------------------- |
| Tivoli Terme                      | Santa Sinforosa                 | Tivoli              | Tivoli Terme         |
| Albuccione                        | Nostra Signora di Lourdes       | Guidonia Montecelio | Albuccione           |
| Borgonuovo                        | Sant'Agostina Pietrantoni       | Tivoli              | Borgonuovo           |
| Campolimpido                      | San Carlo Borromeo              | Tivoli              | Campolimpido         |
| Giardini di Corcolle              | San Michele Arcangelo           | Roma                | Giardini di Corcolle |
| Paterno                           | Santa Maria Assunta             | Tivoli              | Paterno              |
| San Vittorino Romano              | San Vittorino Vescovo e Martire | Roma                | San Vittorino        |
| Villalba - Santa Maria del Popolo | Santa Maria del Popolo          | Guidonia Montecelio | Villalba             |
| Vilalba - Santa Maria Goretti     | Santa Maria Goretti             | Guidonia Montecelio | Villalba             |
| Villa Adriana                     | San Silvestro e san Simplicio   | Tivoli              | Vila Adriana         |

### Quarta vicaria
| Parrocchia                     | Patrono                              | Comune                  | Frazione/Quartiere |
| ------------------------------ | ------------------------------------ | ----------------------- | ------------------ |
| Castel Madama - duomo          | San Michele Arcangelo                | Castel Madama           | centro             |
| Anticoli Corrado               | Santa Vittoria                       | Anticoli Corrado        | centro             |
| Arsoli                         | Santissimo Salvatore                 | Arsoli                  | centro             |
| Camerata Nuova                 | Santa Maria Assunta                  | Camerata Nuova          | centro             |
| Casape                         | San Pietro Apostolo                  | Casape                  | centro             |
| Castel Madama - San Sebastiano | San Sebastiano                       | Castel Madama           | centro             |
| Ciciliano                      | Beata Maria Vergine Assunta in Cielo | Ciciliano               | centro             |
| Cineto Romano                  | San Giovanni Battista                | Cineto Romano           | centro             |
| Civitella di Licenza           | Santi Filippo e Giacomo              | Licenza                 | Civitella          |
| Guadagnolo                     | San Giacomo Apostolo                 | Capranica Prenestina    | Guadagnolo         |
| Mandela                        | San Nicola di Bari                   | Mandela                 | centro             |
| Montorio in Valle              | Santo Stefano Protomartire           | Pozzaglia Sabina        | Montorio in Valle  |
| Orvinio                        | San Nicola di Bari                   | Orvinio                 | centro             |
| Percile                        | Santa Lucia                          | Percile                 | centro             |
| Poli                           | San Pietro Apostolo                  | Poli                    | centro             |
| Pozzaglia Sabina               | San Nicola di Bari                   | Pozzaglia Sabina        | centro             |
| Riofreddo                      | San Nicola di Bari                   | Riofreddo               | centro             |
| Roccagiovine                   | San Nicola di Bari                   | Roccagiovine            | centro             |
| Roviano                        | San Giovanni Battista                | Roviano                 | centro             |
| Sambuci                        | San Pietro Apostolo                  | Sambuci                 | centro             |
| San Gregorio da Sassola        | San Gregorio Magno                   | San Gregorio da Sassola | centro             |
| Saracinesco                    | San Michele Arcangelo                | Saracinesco             | centro             |
| Turania                        | Santissimo Salvatore                 | Turania                 | centro             |
| Vallinfreda                    | San Michele Arcangelo                | Vallinfreda             | centro             |
| Vicovaro - duomo               | San Pietro Apostolo                  | Vicovaro                | centro             |
| Vicovaro - SS. Salvatore       | Santissimo Salvatore                 | Vicovaro                | centro             |
| Vivaro Romano                  | San Biagio Vescovo e Martire         | Vivaro Romano           | centro             |

### Quinta vicaria
| Parrocchia                        | Patrono                            | Comune           | Frazione/Quartiere |
| --------------------------------- | ---------------------------------- | ---------------- | ------------------ |
| Subiaco - basilica                | Sant'Andrea Apostolo               | Subiaco          | centro             |
| Affile                            | Santa Felicita                     | Affile           | centro             |
| Agosta                            | Santa Maria Assunta                | Agosta           | centro             |
| Arcinazzo Romano                  | Santa Maria Assunta                | Arcinazzo Romano | centro             |
| Canterano                         | Santa Maria e san Mauro            | Canterano        | centro             |
| Cerreto Laziale                   | Santa Maria Assunta                | Cerreto Laziale  | centro             |
| Cervara di Roma                   | Maria Santissima della Visitazione | Cervara di Roma  | centro             |
| Gerano                            | Santa Maria e san Lorenzo          | Gerano           | centro             |
| Jenne                             | Sant'Andrea Apostolo               | Jenne            | centro             |
| Livata                            | San Giuseppe                       | Subiaco          | centro             |
| Madonna della Pace                | Santa Maria Regina della Pace      | Agosta           | Madonna della Pace |
| Marano Equo                       | San Biagio                         | Marano Equo      | centro             |
| Rocca Canterano                   | Santa Maria Assunta                | Rocca Canterano  | centro             |
| Rocca di Mezzo                    | Santa Maria Assunta                | Rocca Canterano  | Rocca di Mezzo     |
| Subiaco - Santa Maria della Valle | Santa Maria della Valle            | Subiaco          | centro             |
| Vignola                           | Santa Chelidonia                   | Subiaco          | Vignola            |